# Fonte Arcada (Sernancelhe)

Vista do Santuário de Nossa Senhora da Saúde em Fonte Arcada

Fonte Arcada é uma vila portuguesa que foi sede da extinta Freguesia de Fonte Arcada do Município de Sernancelhe, freguesia que tinha 11,87 km² de área e 270 habitantes (2011), e, por isso, uma densidade populacional de 22,7 hab/km².
A Freguesia de Fonte Arcada foi extinta e agregada à freguesia de Escurquela, no âmbito  da reorganização administrativa de 2013, sendo criada a União das freguesias de Fonte Arcada e Escurquela.
Antes, em 2005, a povoação de Fonte Arcada havia sido elevada à categoria de vila.
Foi sede de concelho com foral de 1193. Em 1801 era constituído pelas freguesias da sede, Vilar, Chosendo, Escurquela, Ferreirim, Freixinho e Macieira. Tinha então 2742 habitantes em 68 km². Em 1849 tinha 2471 habitantes e 59 km² pois foi desanexada deste concelho a freguesia de Vilar. Em 1855 foi integrado no concelho de Sernancelhe. 

## População
| População da freguesia de Fonte Arcada | População da freguesia de Fonte Arcada | População da freguesia de Fonte Arcada | População da freguesia de Fonte Arcada | População da freguesia de Fonte Arcada | População da freguesia de Fonte Arcada | População da freguesia de Fonte Arcada | População da freguesia de Fonte Arcada | População da freguesia de Fonte Arcada | População da freguesia de Fonte Arcada | População da freguesia de Fonte Arcada | População da freguesia de Fonte Arcada | População da freguesia de Fonte Arcada | População da freguesia de Fonte Arcada | População da freguesia de Fonte Arcada |
| -------------------------------------- | -------------------------------------- | -------------------------------------- | -------------------------------------- | -------------------------------------- | -------------------------------------- | -------------------------------------- | -------------------------------------- | -------------------------------------- | -------------------------------------- | -------------------------------------- | -------------------------------------- | -------------------------------------- | -------------------------------------- | -------------------------------------- |
| 1864                                   | 1878                                   | 1890                                   | 1900                                   | 1911                                   | 1920                                   | 1930                                   | 1940                                   | 1950                                   | 1960                                   | 1970                                   | 1981                                   | 1991                                   | 2001                                   | 2011                                   |
| 888                                    | 948                                    | 932                                    | 928                                    | 908                                    | 853                                    | 878                                    | 874                                    | 817                                    | 705                                    | 526                                    | 442                                    | 393                                    | 279                                    | 270                                    |

| Distribuição da População por Grupos Etários | Distribuição da População por Grupos Etários | Distribuição da População por Grupos Etários | Distribuição da População por Grupos Etários | Distribuição da População por Grupos Etários | Distribuição da População por Grupos Etários | Distribuição da População por Grupos Etários | Distribuição da População por Grupos Etários | Distribuição da População por Grupos Etários | Distribuição da População por Grupos Etários |
| -------------------------------------------- | -------------------------------------------- | -------------------------------------------- | -------------------------------------------- | -------------------------------------------- | -------------------------------------------- | -------------------------------------------- | -------------------------------------------- | -------------------------------------------- | -------------------------------------------- |
| Ano                                          | 0-14 Anos                                    | 15-24 Anos                                   | 25-64 Anos                                   | > 65 Anos                                    |                                              | 0-14 Anos                                    | 15-24 Anos                                   | 25-64 Anos                                   | > 65 Anos                                    |
| 2001                                         | 26                                           | 35                                           | 140                                          | 78                                           |                                              | 9,3%                                         | 12,5%                                        | 50,2%                                        | 28,0%                                        |
| 2011                                         | 29                                           | 19                                           | 117                                          | 105                                          |                                              | 10,7%                                        | 7,0%                                         | 43,3%                                        | 38,9%                                        |

Média do País no censo de 2001:  0/14 Anos-16,0%; 15/24 Anos-14,3%; 25/64 Anos-53,4%; 65 e mais Anos-16,4%
Média do País no censo de 2011:   0/14 Anos-14,9%; 15/24 Anos-10,9%; 25/64 Anos-55,2%; 65 e mais Anos-19,0%

## Património
- Igreja Matriz de Nossa Senhora da Assunção de Fonte Arcada;
- Capela da Senhora da Saúde;
- Capela do Senhor da Ponte;
- Ponte em Fonte Arcada;
- Pelourinho de Fonte Arcada;
- Solar dos Brigadeiros / Solar dos Gouveia / Casa dos Brigadeiros.